# Scala Wien

Das Johann Strauß-Theater um 1909

Das Neue Theater in der Scala, auch Scala Wien, war ein Wiener Theater, das nach dem Zweiten Weltkrieg von zurückgekehrten Emigranten und engagierten Antifaschisten, vielfach Kommunisten, als Sozietät in einem Mitbestimmungsmodell und als progressives Sprechtheater eröffnet wurde.

## Mitbestimmungsmodell
Das Neue Theater in der Scala wurde nach dem Zweiten Weltkrieg im Gebäude des ehemaligen Johann Strauß-Theaters im 4. Wiener Bezirk in der Favoritenstraße 8 eröffnet. Es verfügte über mehr als 1200 Sitzplätze.
Nach Verhandlungen mit den Sowjets, in deren Sektor sich das Theater befand, der Kommunistischen Partei Österreichs und dem Wiener Kulturamt konnte es als selbstverwaltetes Schauspielertheater seine Pforten öffnen. Wolfgang Heinz hatte 1948 in Wien – nach einer erfolgreichen Aufführung des Schauspiels Die russische Frage von Konstantin Simonow – vom sowjetischen Hochkommissar Generaloberst Wladimir Wassiljewitsch Kurassow die Freigabe des ehemaligen Großkinos Scala als Theater erhalten, und der Bürgermeister hatte ihm die Spielkonzession erteilt. Das Theater wurde von einer Gruppe von Sozietären geleitet, man entschied gemeinsam über Spielplan und Engagements und verstand sich als linke, revolutionäre Bühne. Geplant war ein anspruchsvolles Theater, in dem das Volksstück ebenso gespielt wurde wie ‚Klassiker‘ und zeitgenössische Dramen.
Die Scala war auch einem volksbildenden Anspruch verpflichtet, der das Ensemble zu Vorträgen, zu szenischen Kostproben aus den Stücken und zur Werbung von Mitgliedern für die Publikumsorganisation in die Gasthäuser der Vorstadt führte, um den Arbeitern die Schwellenangst zu nehmen. Obwohl große Teile des bürgerlichen Theaterpublikums die „Kommunistenbühne“ mieden, war das Theater populär. „Wir haben die Leute eingeladen, ins Theater zu kommen – und sie haben es getan: Am Anfang waren wir leer, am Ende ausverkauft.“. In vieler Hinsicht an das Theater von Bertolt Brecht und sein Theater am Schiffbauerdamm in Berlin angelehnt, waren niedrige Eintrittspreise ebenfalls programmatisch.
Der Schauspieler Karl Paryla übernahm gemeinsam mit Wolfgang Heinz, der die Theater-Konzession innehatte, die Leitung, gemeinsam mit den Schauspielern und Regisseuren Günther Haenel, Friedrich Neubauer und Emil Stöhr.

## Spielplan
Als Eröffnungspremiere des Neuen Theaters in der Scala war am 16. September 1948 mit Johann Nestroys Höllenangst. Die Inszenierung dieser politischen, kurz nach dem Scheitern der Revolution von 1848 entstandenen Posse sollte in mehrfacher Hinsicht einen programmatischen Akzent setzen: Mit Nestroy wurde ein Klassiker des Wiener Volkstheaters in den Spielplan genommen, der auch in den Folgejahren – neben Shakespeare – zu den meistgespielten Autoren der Scala gehörte; die Ausgrabung der Höllenangst, die seit 1849 nicht mehr gespielt worden war, eignete sich zur Kommentierung der Wiener Nachkriegssituation von 1948. Die klassische österreichische Dramenliteratur von Franz Grillparzer und Volksstücke von Nestroy und Ferdinand Raimund nahmen in der Folge einen breiten Raum ein. Am 2. Oktober 1948 kam an der Scala die tragische Posse Der Bockerer von Ulrich Becher und Peter Preses zur Uraufführung (Regie: Günther Haenel, Bühnenbild: Teo Otto, Titelrolle: Fritz Imhoff, Alois Seichgruber: Karl Paryla).
Auf dem Spielplan standen aber auch Stücke von Shakespeare, Molière, Lessing und G. B. Shaw, russische Dramatiker wie Anton Tschechow, Leo Tolstoi, Maxim Gorki, Nikolai Gogol, Alexander Ostrowski, von denen viele in der Zeit des Nationalsozialismus nicht gespielt worden waren. Therese Giehse spielte 1948 die Greisin Mamouret in Ihr 106. Geburtstag von Jean Sarment (Deutschsprachige Erstaufführung). Zur Aufführung gelangten auch Propagandastücke wie Ernst Fischers gegen Josip Broz Tito gerichtetes Schauspiel Der große Verrat.
Die Scala war auch das einzige Theater in Wien, das vor dem Hintergrund des Brecht-Boykotts (1953–1963) Bertolt Brecht in jenem Ausmaß aufführte, wie es seiner literarischen Bedeutung zukam. Bereits am 2. Dezember 1948 kam unter der Regie von Leopold Lindtberg „Mutter Courage und ihre Kinder“ mit Therese Giehse in der Titelrolle zur Aufführung. Manfred Wekwerth inszenierte 1953 unter der künstlerischen Leitung von Brecht selbst dessen Stück Die Mutter mit Helene Weigel, Ernst Busch und Otto Tausig, eine Neueinstudierung der Inszenierung des Berliner Ensembles aus dem Jänner 1951. Kurz vor der Premiere veranstalteten die Theaterfreunde, die Publikumsorganisation der Scala, noch einen Brecht-Abend, bei dem der Chor von Brown-Boveri, eines sowjetisch verwalteten Betriebes, von Hanns Eisler komponierte Lieder sang. Karl Paryla spielte in der letzten Brecht-Aufführung in der Scala 1956 die Titelrolle in Brechts Leben des Galilei.
Der Komponist Hanns Eisler verfasste fünf Originalkompositionen für die Scala: Höllenangst (1948) und Eulenspiegel (1953) beide von Nestroy, Volpone von Ben Jonson (1953), Lysistrata von Aristophanes (1953) und Hamlet von Shakespeare (1954). Drei weitere, bereits komponierte Schauspielmusiken Eislers, die ebenfalls in der Scala zum Einsatz kamen, waren die Einlagen zu Bertolt Brechts Mutter Courage und ihre Kinder (1948) sowie die Musik zu Die Mutter (1953) und Leben des Galilei (1956).
Mit ihrem engagierten Spielplan hat die Scala Wiener Theatergeschichte geschrieben.

## Ensemble
Zum Ensemble der Scala Wien zählten unter anderem Karl Paryla, Otto Tausig, Therese Giehse und Wolfgang Heinz. Arnolt Bronnen (der 1951 stellvertretender Direktor und Dramaturg wurde) und Bertolt Brecht wirkten als Autoren für das Theater.
Karl Paryla prägte mit dem am Zürcher Schauspielhaus während der Emigration erarbeiteten Konzept eines von den Schauspielern mitverwalteten Mitbestimmungstheaters maßgeblich den Stil der Scala. Er spielte den Hamlet und den Othello, den Wilhelm Tell und den Liliom, begeisterte das Publikum in zahlreichen Raimund- und Nestroy-Rollen und inszenierte unter anderem Tolstois Auferstehung, Grillparzers Der Traum ein Leben und Gogols Der Revisor. In Mark Twains Tom Sawyer debütierte sein Sohn Nikolaus Paryla als Kind.
«Den Schauspielern hat es bei uns sehr gefallen», berichtet Wolfgang Heinz, «denn durch die gemeinsame Arbeit wurden wir schnell ein festes Kollektiv. Obzwar die meisten keine Kommunisten waren, empfanden sie es keineswegs als Belastung, daß die Scala als kommunistisches Theater galt.» (Renate Waack, Wolfgang Heinz, Berlin 1980)

## Schließung
Trotz Anfeindungen seitens der Wiener Stadtregierung (z. B. dem wiederholten Entzug von Subventionen und Steuererleichterungen) sowie der konservativen und sozialdemokratischen Presse, der das von der sowjetischen Besatzungsmacht unterstützte und künstlerisch erfolgreiche Theater ein Dorn im Auge war, konnte die Scala diese Vorsätze weitgehend verwirklichen. Trotz des weitgefächerten Angebotes agitierten Journalisten wie Friedrich Torberg und Hans Weigel öffentlich gegen die Scala und namentlich gegen Karl Paryla, gegen den sie sogar ein Berufsverbot bei den Salzburger Festspielen erwirken konnten, und warfen dem Theater die Aufführung angeblich „kommunistischer Tendenzstücke“ vor.
1956, nach Abzug der Besatzungsmächte und nachdem die Kommunistische Partei ihre finanzielle Unterstützung eingestellt hatte, musste das Theater schließen. Die letzte Vorstellung fand am 30. Juni 1956 statt. Ein Teil des Ensembles fand eine neue Wirkungsstätte in Ost-Berlin. Karl Paryla, seine Frau Hortense Raky, der Scala-Leiter Wolfgang Heinz und Erika Pelikowsky fanden an Brechts Theater, dem Berliner Ensemble, eine neue künstlerische Heimat; in Österreich gab es für sie keine Engagements mehr.
Das Theater wurde 1959/60 abgerissen und wurde so das erste Opfer des Wiener Theatersterbens, dem auch das Wiener Bürgertheater und das Wiener Stadttheater zum Opfer fielen.